# Cesta oknem
Cesta oknem je opera českého skladatele Karla Kovařovice z roku 1885. Libreto k ní napsal český překladatel a libretista Emanuel František Züngel podle divadelní hry francouzských autorů Eugèna Scriba a Gustava Lemoina Une femme qui se jette par la fenêtre. Premiéra opery se konala 11. února 1886 v pražském Národním divadle.

## Vznik a historie díla
80. léta 19. století byla v tvorbě Karla Kovařovice nejplodnější a velká část jeho děl byla určena Národnímu divadlu, v jehož orchestru působil; byly to scénické hudby, balety i opery. Ve své druhé opeře se Kovařovic obrátil k žánru francouzské opéra-comique. E. F. Züngel pro něj na libreto přepracoval aktovku známých francouzských dramatiků poloviny 19. století, E. Scriba a G. Lemoina. Obecenstvo i kritika byly překvapeny, že děj nebyl, odchylně od dobové zvyklosti, přemístěn do českého prostředí a zůstalo francouzské dějiště, jména a ostatně i hudba.
Ve svém pojetí konverzační veselohry francouzského střihu Kovařovic programově navazoval na Smetanovy Dvě vdovy, s nimiž koneckonců jeho opera sdílí libretistu v osobě E. F. Züngela. Zejména v psychologickém vystižení a charakterizaci však Cesta oknem svého vzoru nedosahuje. Partituru nicméně vypracoval s lehkostí, vtipem a technickou zručností. Zatímco námětově a melodicky se přibližoval pozdní francouzské opéra-comique a operetě, hutná massenetovská instrumentace byla pro zvolený námět poněkud těžká.
Kovařovicova náklonnost k francouzskému hudebnímu stylu byla v té době mezi českými skladateli ojedinělá a projevuje se i v řadě jeho dalších děl, což mu kritika – zejména pokud byla ovlivněna Hostinského koncepcí hudebního pokroku na základě moderní hudby německé – značně vyčítala. Ještě podle názoru Huberta Doležila z 30. let 20. století francouzské vlivy „ohrožovaly tu žádoucí samostatnost uměleckého projevu i konečně jeho [=Kovařovicovu] národní příslušnost“. Anna Hostomská v 50. letech 20. století označila Cestu oknem v souladu s dobovou nejedlovskou estetikou za „přímo typickou ukázku českého buržoasního obdivu francouzské mondénnosti“. Jisté uznání sklidily pouze lidové scény, které svým polkovým základem určitěji navazovaly na komické opery Bedřicha Smetany a raného Antonína Dvořáka.
Jelikož se jedná o jednoaktovku, bývá při inscenování večerní program doplňován jinými kusy. Při premiéře byla kombinována s baletem Giselle Adolpha Adama.
První inscenace v Národním divadle měla jen pět repríz, vícekrát se za Kovařovicova života na jeviště nedostala. Nově byla nastudována v letech 1921–23 (při příležitosti 1. výročí skladatelovy smrti, hráno 4krát) a 1943–44 (7krát). Poslední (a v době po druhé světové válce zřejmě jedinou) inscenaci uvedlo Divadlo F. X. Šaldy v Liberci roku 1982, v kombinaci s Novákovým Zvíkovským raráškem.
Na stejný námět napsal operu se stejným názvem (La via della finestra) napsali libretista Giuseppe Adami a skladatel Riccardo Zandonai; měla premiéru v Pesaru roku 1919.

## Osoby a první obsazení
| osoba                                               | hlasový obor | premiéra (11. 2. 1886) |
| --------------------------------------------------- | ------------ | ---------------------- |
| Baron Lagey                                         | bas          | Vilém Heš              |
| Markýzka                                            | alt          | Betty Fibichová        |
| Gabriela, její dcera                                | soprán       | Marie Panznerová       |
| Raoul, Gabrielin choť                               | tenor        | Adolf Krössing         |
| Hana, nájemnice dvorce                              | soprán       | Marie Vollnerová       |
| Martin, ženich její                                 | baryton      | Václav Soukup          |
| Vesničané obého pohlaví, hudebníci                  |              |                        |
| Dirigent: Karel Kovařovic, režie: Edmund Chvalovský |              |                        |

## Děj opery
Děj na Raoulově statku.
(Okraj zámeckého parku, na scéně jsou jednak panský pavilón s balkónem, jednak brána do panského statku.) Jako první se na dějišti objevuje baron. Měl strastiplnou cestu a nakonec jej kočí i vyklopil (zpěv Zvrátit vůz! Nešika!... Veselé to cestování, kéž to všichni všudy). Díky Bohu je však již téměř u konce své cesty. Přijel totiž navštívit svého synovce Raoula i jeho mladou choť, kterou ještě neviděl. Zato její matku znával dobře a málem by si ji byl vzal, nebýt její panovačné povahy. Z pavilonu právě vychází nájemkyně panského statku Hana, nesoucí pánův list. Baron ji zastaví a dozví se od ní, že jeho synovec bydlí již asi měsíc v zahradním pavilónu (duet O buďte, pane, jist).
Vzápětí vychází Raoul. Zdraví strýce a na jeho otázky zdráhavě vysvětluje situaci: v jeho mladém manželství brzy nastaly spory podněcované zejména markýzou, jeho tchyní, jež se k novomanželům nastěhovala. Poslední prudká hádka skončila tím, že jeho žena dokonce vyskočila z okna. Jen díky šťastné náhodě, že pod oknem právě ležela kupa sena, se jí nic nestalo. Baron Raoula varuje před tím, aby ženám příliš důvěřoval, ale ten se vzpírá všem pochybnostem o své ženě (dialog S kým to klábosíš?… Ano, strýčku, manželství mé a duet Musíš nyní ženy znáti).
Strýci dává za pravdu i Hana, jež se právě vrací s „ultimátem“ diktovaným markýzou, totiž že Raoul musí obě ženy odprosit. Hana k tomu připojuje svůj názor: to její ženich Martin, s nímž právě dnes slaví svatbu, dokáže být skutečným pánem v domě, a to se na něm právě Haně líbí (dialog Uf, jak jsem se uběhla a Hanina píseň Muž má pánem v domě být). Baron žádá Raoula, aby nechal celou záležitost na ně, nyní nechť se jdou spolu poveselit na Haninu svatbu, byť by to mělo tchyni rozčílit (dialog A kdo je ten Martin tvůj?). Svatební průvod přichází, ženich vyvádí z panského dvora nevěstu – Hanu, lidé připíjejí a provolávají slávu mladému páru a Martin s Hanou jim za to děkují (sbor Veseláť svatba dnes… Mladému páru ke cti a zdaru… Vroucí naše díků vzdání).
Po odchodu svatebčanů se objeví Gabriela a její matka. Dostaly odpověď na své ultimátum, které za Raoula napsal jeho strýc. Markýza je zeťovou nepovolností rozzlobená, Gabriela by si však již přála smír. Ostatně s tím skokem z okna to nebylo tak vážné, dobře věděla, že je pod ním seno (dialog Čtla jsem dobře, co píše?). Toto přiznání markýzu překvapí i potěší, zaslechne je však i baron, který k nim přistupuje. Zdraví se s bývalou snoubenkou, jež mu představuje svou dceru. V hovoru o Raoulovi se naoko staví na stranu obou žen. Ty si teprve nyní všimnou lomozu ve dvoře: je to Hanina a Martinova svatba a Gabriela s podivením a rozladěně pozoruje Raoula, jak bezstarostně tančí, ba i líbá nevěstu. Markýza s Gabrielou pohoršeny odcházejí, baron se potutelně usmívá: na Gabriele poznává, že jeho plán funguje (dialog Paní markýzo! – Pan baron Lagey! a tercet Všecko ve mně vře a kypí).
Baron informuje i Raoula a odvádí ho k sepsání druhého „ultimáta“. Gabriela se sama vrací, nešťastná; její manžel ji zdá se již nemá rád, její matka jí radí ke vzdoru a po vysněném manželském štěstí je veta (árie Běda mně! Již ztrácím víru v lásku chotě svého). Potkává se s Hanou, již podrobuje výslechu ohledně tance a polibku, ale Hana se hájí – postupovala přece přesně podle pokynů svého manžela – a přednáší Gabriele svou teorii o nutnosti důsledné manželské poslušnosti. Kdyby se byla přání manžela vzepřela, rozzlobila by ho a musela jej by pak sama žádat o smír – což radí učinit i Gabriele (duet Mladá milostpaní… Ňadry mými vášeň zlá, žárlivost jak oheň plá… Já ze zkušení to vše vím).
K oběma ženám se připojí markýza a baron. Baron oznamuje, že Raoul je pevně rozhodnut odcestovat na dlouhou cestu do ciziny, pokud manželka nesplní jeho podmínku ke smíru: musí se do jejich bytu vrátit tak, jak jej opustila, tedy oknem. Markýza soptí a vyhrožuje rozvodem, zato Gabriela přemýšlí už jen o tom, jak se do okna dostat. S tím jí nabízí pomoci Hana (kvartet Nemůže se nijak státi, co on na nás žádá).
Markýza a baron si osvěží vzpomínky na svůj dávný vztah ostrou hádkou (duet Vaše to dílo jest!). Když dáma odkvapí, vyjde z pavilónu Raoul a ve skrytu sledují Hanu, jak s Gabrielou přináší žebřík a pomáhá jí vylézt na balkón. Když se tam mladá paní dostane, narazí na zamčené dveře, a jelikož žebřík i Hana již jsou pryč, úpěnlivě prosí přes dveře manžela o smír a odpuštění. Raoul to nevydrží a běží do pavilonu své ženě otevřít.
Na baronův pokyn namluvila Hana markýze, že Raoul přijímá v pavilónu cizí ženu. Markýza přiběhne a skutečně na balkónu zahlédne ženskou postavu. Zavolá tedy svatební hosty a služebnictvo jako svědky zeťovy nevěry. Ale ze zahalené ženy, kterou markýza násilím vyvádí z pavilónu, se vyklube její vlastní dcera. Hana ráda vše všem vysvětlí a markýza je vystavena posměchu, zato Gabriela s Raoulem jsou smířeni. Baron nabádá markýzu, aby napříště mladý pár nechala na pokoji, a všichni oslavují vítězství lásky a smíru (finále Krok jsem pravý učinila… Když srdce k sobě pojí).